# テ・デウム (フルトヴェングラー)
テ・デウム イ長調は、ヴィルヘルム・フルトヴェングラーによって作曲された青年期の傑作である。この合唱、4人のソリストとオーケストラの為の作品は、キリスト教の賛歌の一つであるテ・デウムのテキストを用いている。

## 作曲の経緯と初演
1910年に完成され、すぐに作曲者自身の指揮により初演された。日本初演は2004年11月28日、アミューたちかわ大ホールにおいて、野口剛夫指揮、東京フルトヴェングラー研究会管弦楽団、フルトヴェングラー没後50周年記念合唱団により行われた。2020年には、東京フルトヴェングラー研究会創立25周年記念演奏会（11月29日　小松川さくらホール）で、野口剛夫の翻訳による日本語テキストにて再演された。

## 作品の内容
オーケストラによって華々しく開始される。すぐに合唱が加わって来て、堂々と「天主よ、我ら御身を讃え」と歌う。しばらく合唱主体で流れ行くが、静かに歌いおさめ、弦楽器の先導でテノール・ソロが「なべてのみ使いら…」と穏やかに歌う。弦楽器とクラリネットによるフレーズを挟み、今度はソプラノ・ソロが歌う。次第に合唱が加わり、堂々と歌い上げ、盛り上がってゆくと、ややテンポを早めて男声と女声が「聖なるかな、聖なるかな…」と歌いかわし、最初の頂点を作る。ややテンポを落として男声が「誉れに輝く使徒の群れ…」と歌い始め、女声も加わって盛り上がる。次第にテンポを速めつつ転調してゆく。そして、「御身、栄えの大君なるキリストよ…」堂々と歌いおさめると、速度を落とし、合唱は静かに「世を救う為に人ならんとて…」と歌い始める。圧倒的な盛り上がりを見せる。次第に音量を落とし、「願わくば、尊き御血もてあがないたまいし…」と歌い、陰鬱な響きとなる。ゆっくりとした、鎮魂歌のような音楽。再び合唱は力を増し、オーケストラは3連符主体の行進曲を導き出す。シンバルがリズミカルに打たれる中、合唱は「主よ、御身の民を救い…」と高らかに歌い始める。つづいて、「我ら、日々、御身に感謝し…」と静かに歌い、金管のコラールが響く。暗い響きとなる。一つ頂点を作り、静かにフルートが消えてゆくと、ソプラノ・ソロが「主よ、われ御身に依り頼みたり」と歌い始め、4人のソリストの重唱となる。合唱が加わり、高らかに歌い上げ、ソリストと合唱が歌いかわし、頂点でテンポを速め、金管群の先導で「我が望みはとこしえにむなしからまじ…」と4人のソリストが歌い始め、合唱も唱和し、圧倒的クライマックスを迎え、イ長調主和音を打ち鳴らして終結する。演奏時間約33分。

## 録音
複数の録音が存在する。
- アルフレート・ヴァルター指揮、フランクフルト・アム・デル・オーデル・フィル、フランクフルト・アム・デル・オーデル・ジングアカデミー、ほか。Naxos 8.223456。
- マルティン・フィッシャー＝ディースカウ指揮、ベルリン放送交響楽団、ラトヴィア・アカデミー合唱団、ほか。IPPNW-40。なお、この録音においては、エリーザベト・フルトヴェングラー未亡人の了解のもと、指揮者の判断により2カ所を変更しているようである。
- 野口剛夫指揮、東京フルトヴェングラー研究会管弦楽団、フルトヴェングラー没後50年記念合唱団、ほか。Seelenklang:FIT-1（CD　Oto to Kotoba Edition）。